# Полушниковые (семейство)
Полушниковые (лат. Isoetaceae) — семейство растений порядка Полушниковые (Isoëtales).

## Виды
По информации базы данных The Plant List (на июль 2016) семейство Полушниковые (Isoëtaceae) включает 4 рода и 93 вида:
- Calamaria, включает 7 видов
- Cephaloceraton, монотипный род, представитель:

- Cephaloceraton histrix (Bory & Durieu) Gennari

- Isoetella, монотипный род, представитель:

- Isoetella duriei (Bory) Gennari

- Isoetes — Полушник, или Изоэт, включает 84 вида